# Gulaothi
Gulaothi è una suddivisione dell'India, classificata come municipal board, di 42.872 abitanti, situata nel distretto di Bulandshahr, nello stato federato dell'Uttar Pradesh. In base al numero di abitanti la città rientra nella classe III (da 20.000 a 49.999 persone).

## Geografia fisica
La città è situata a 28° 36' 0 N e 77° 46' 60 E e ha un'altitudine di 199 m s.l.m..

## Società

### Evoluzione demografica
Al censimento del 2001 la popolazione di Gulaothi assommava a 42.872 persone, delle quali 22.877 maschi e 19.995 femmine. I bambini di età inferiore o uguale ai sei anni assommavano a 7.070, dei quali 3.779 maschi e 3.291 femmine. Infine, coloro che erano in grado di saper almeno leggere e scrivere erano 23.582, dei quali 14.655 maschi e 8.927 femmine.